# Fingerkräuter
Die Pflanzengattung der Fingerkräuter (Potentilla) gehört zur Familie der Rosengewächse (Rosaceae). Die 300 bis 500 Arten gedeihen hauptsächlich in den gemäßigten, arktischen und alpinen Gebieten der Nordhalbkugel.

## Beschreibung

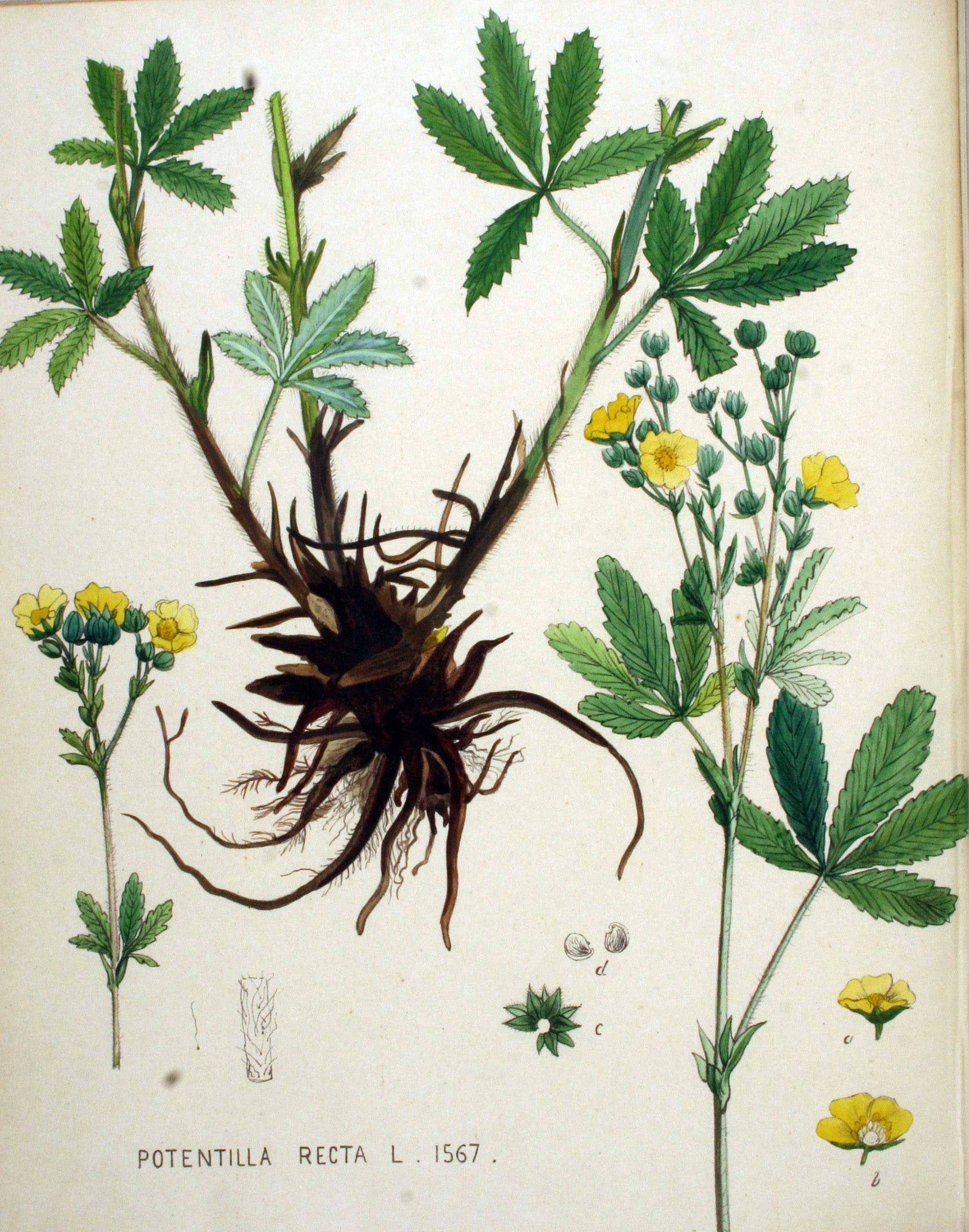
Illustration des Hohen Fingerkrauts (Potentilla recta) aus Flora Batava, Volume 20

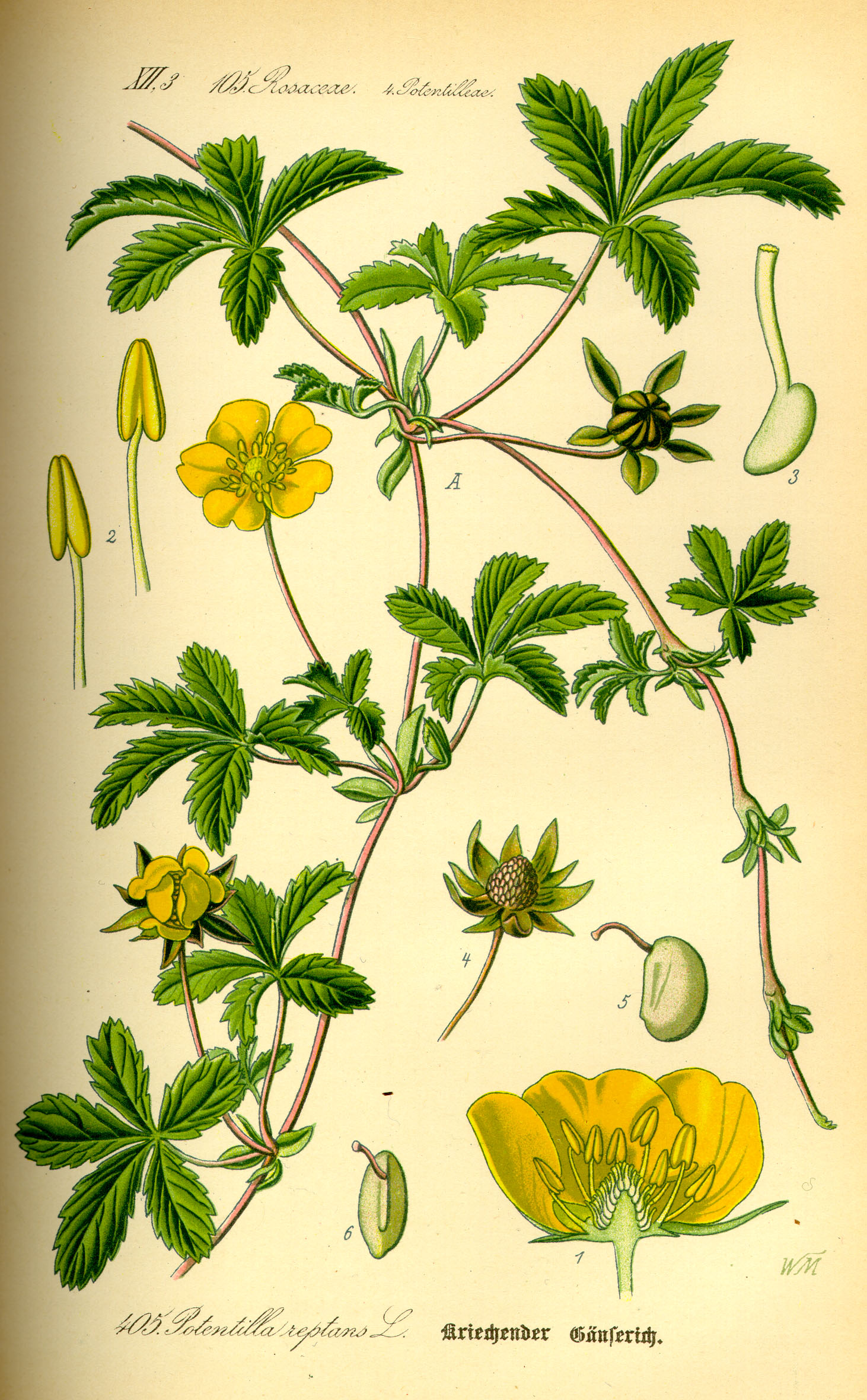
Illustration des Kriechenden Fingerkrauts (Potentilla reptans)

### Vegetative Merkmale
Bei den Potentilla-Arten handelt es sich meist um ausdauernde krautige Pflanzen, selten sind es ein-, zweijährige Pflanzen oder Sträucher. Die Stängel sind aufrecht oder kriechend. Die zusammengesetzten Laubblätter sind gefingert oder gefiedert, die Nebenblätter mehr oder weniger stark mit den Blattstielen verwachsen.

### Generative Merkmale
Die Blüten stehen einzeln oder in zymösen Blütenständen zusammen. Die zwittrigen, radiärsymmetrischen Blüten sind meist fünfzählig (bei der Blutwurz meist vierzählig). Die fünf Kelchblätter alternieren mit den fünf Nebenkelchblättern. Die fünf freien Kronblätter sind meist gelb, selten weiß oder violett. Es sind meist viele (etwa 20) Staubblätter vorhanden. Die meist vielen Fruchtblätter sind frei.

## Systematik und Verbreitung

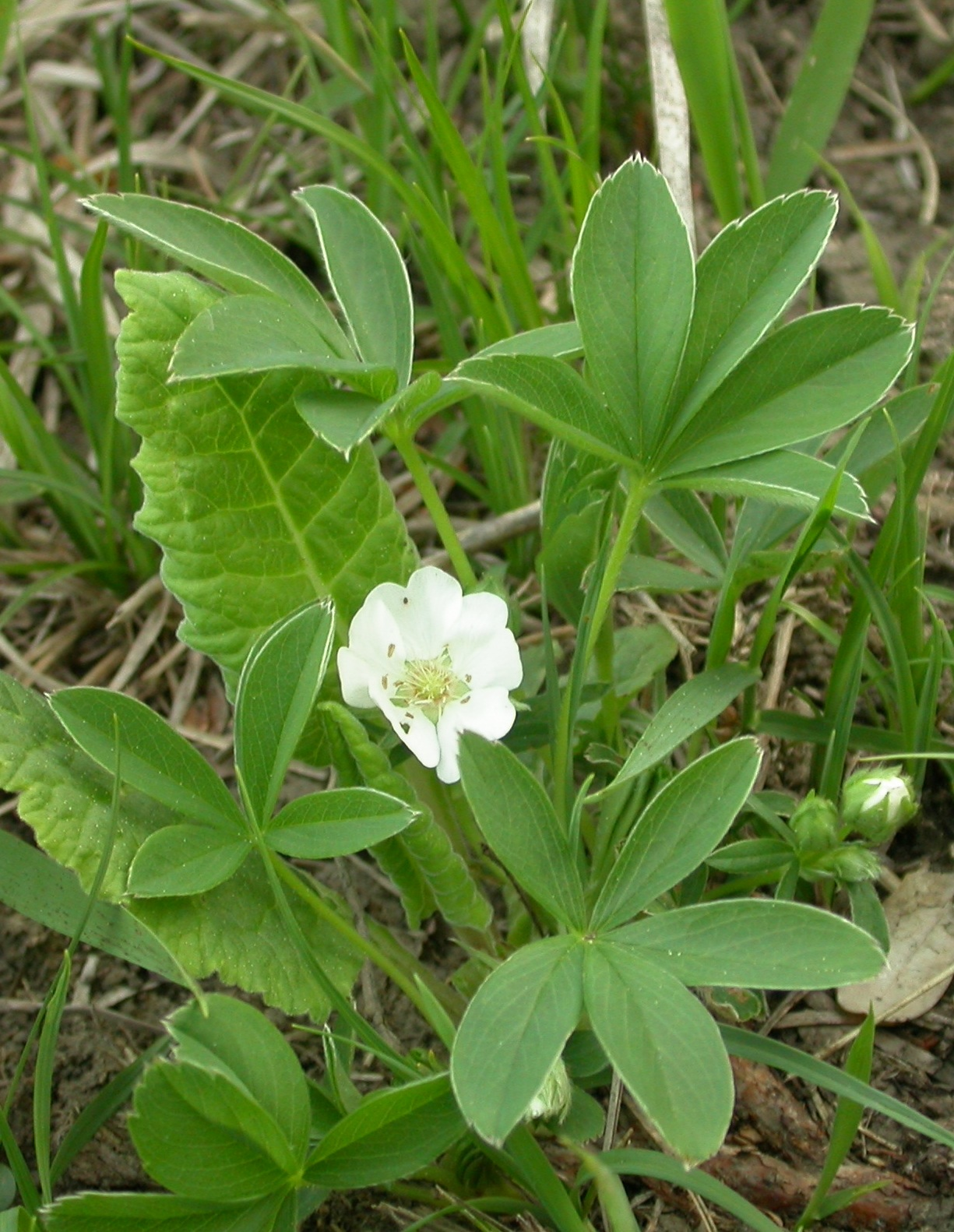
Weißes Fingerkraut (Potentilla alba)

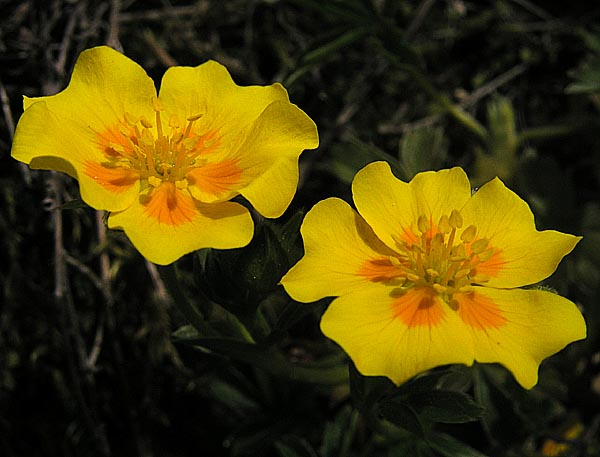
Gold-Fingerkraut (Potentilla aurea)

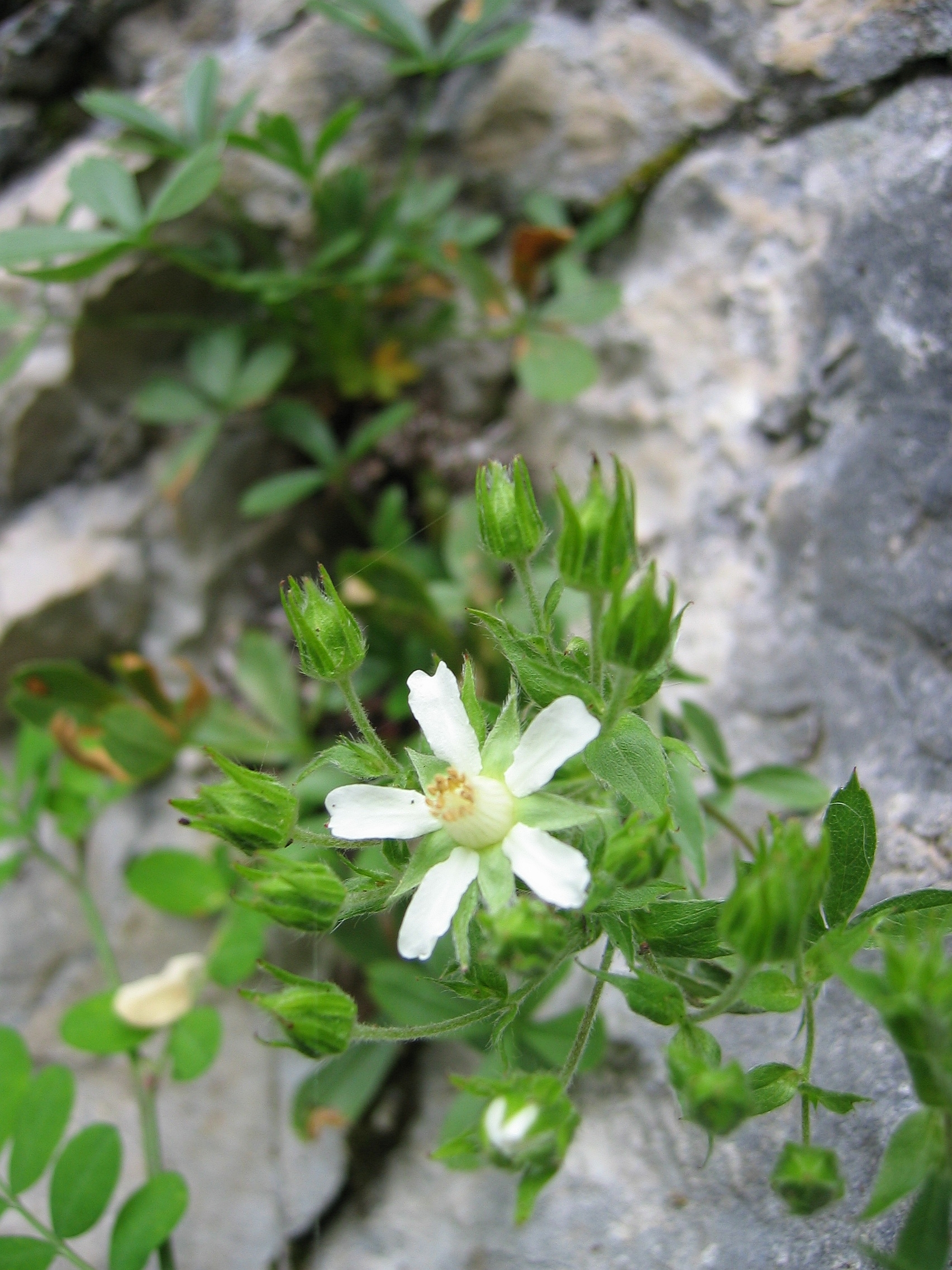
Felsen-Fingerkraut (Potentilla caulescens)

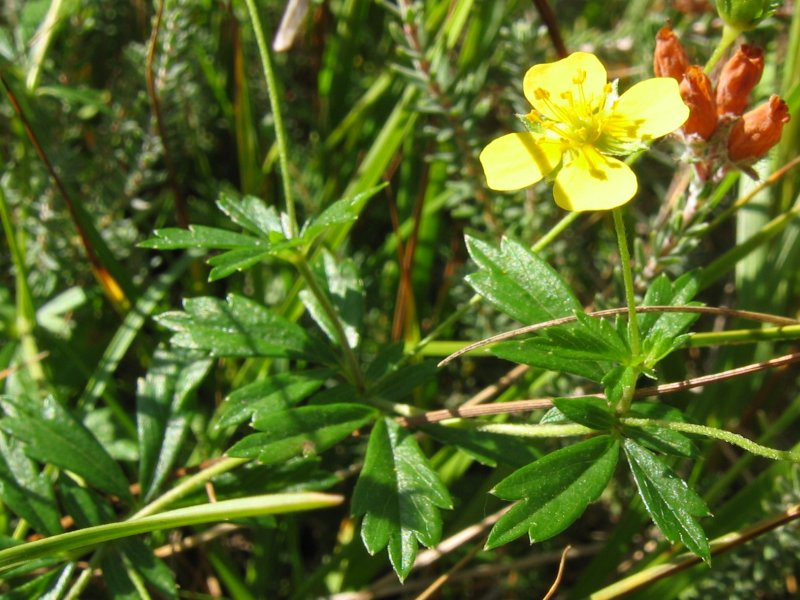
Blutwurz (Potentilla erecta)

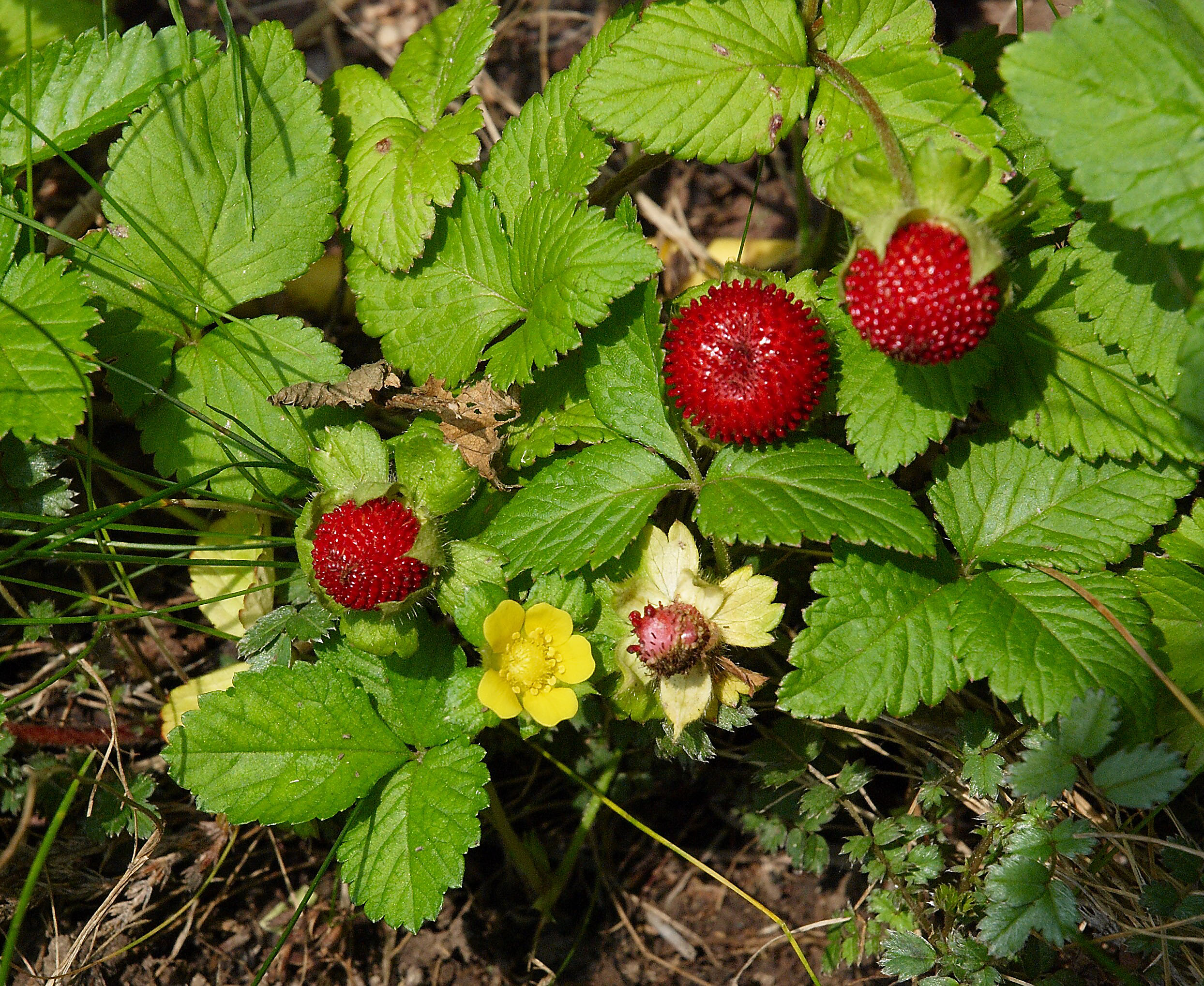
Scheinerdbeere (Potentilla indica)

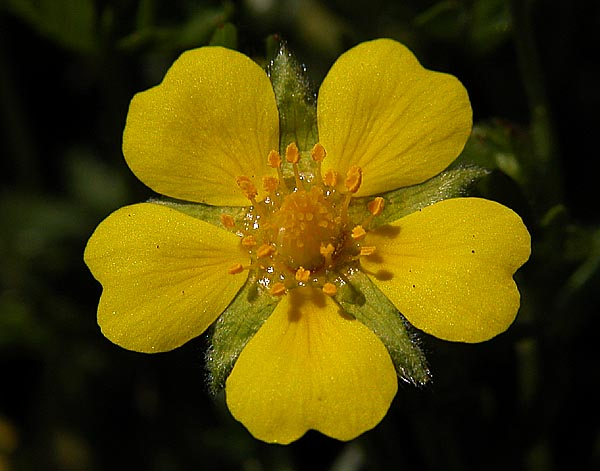
Frühlings-Fingerkraut (Potentilla neumanniana)

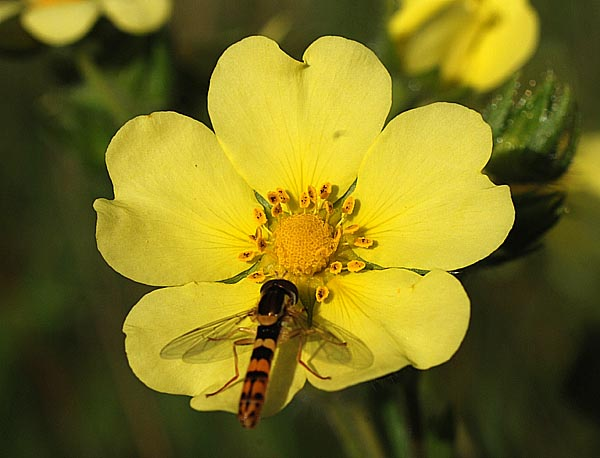
Hohes Fingerkraut (Potentilla recta)

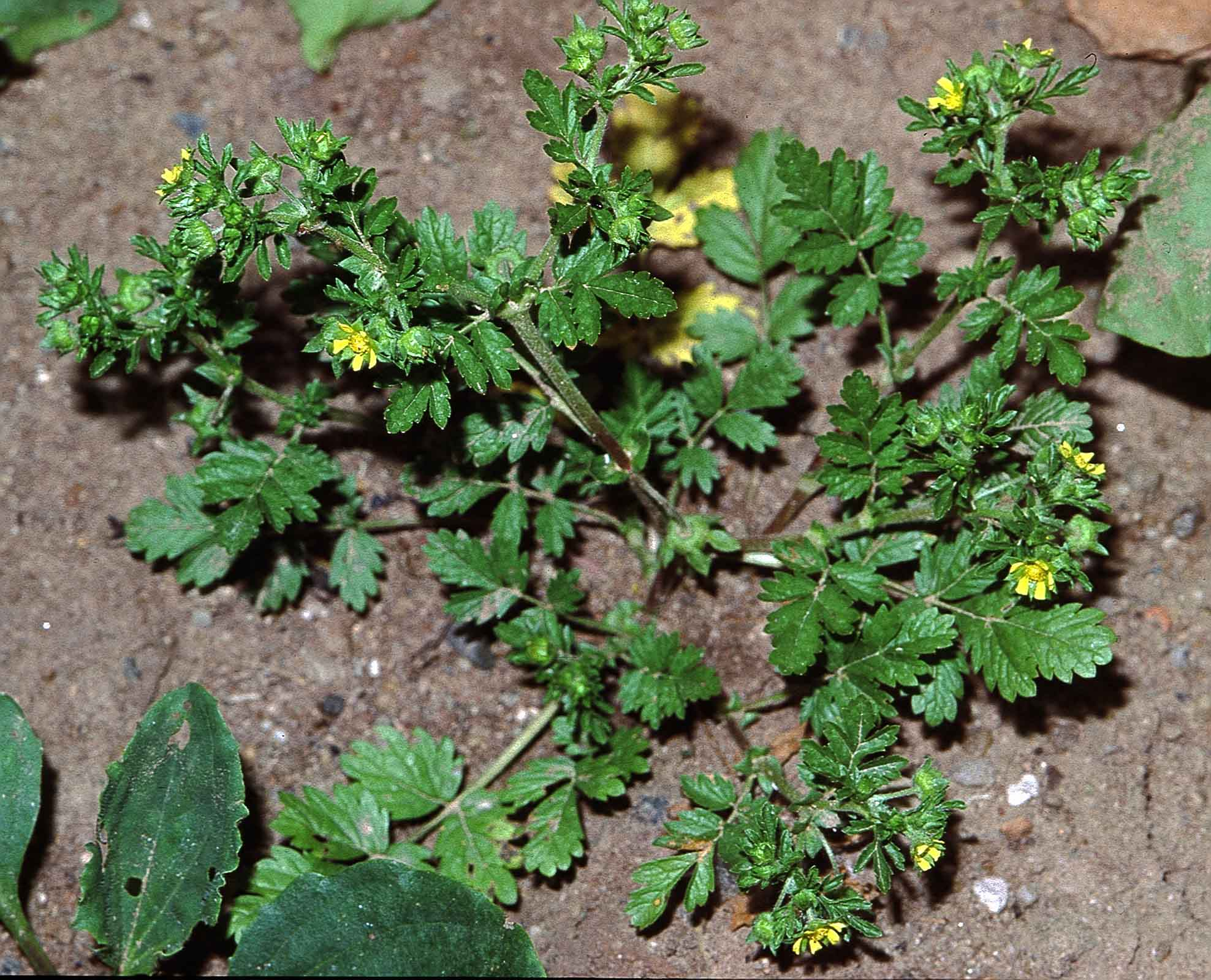
Niedriges Fingerkraut (Potentilla supina)

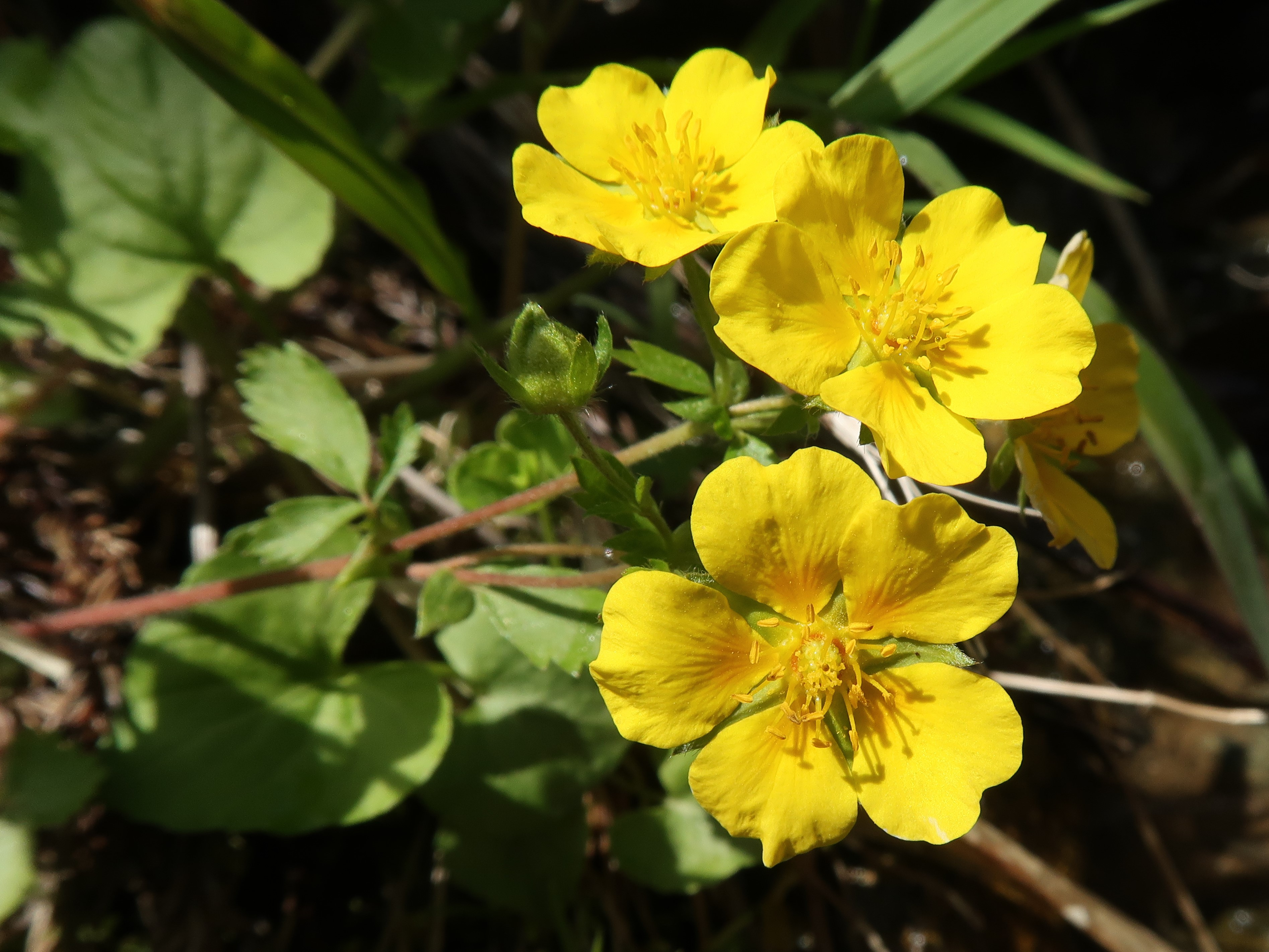
Potentilla togasii

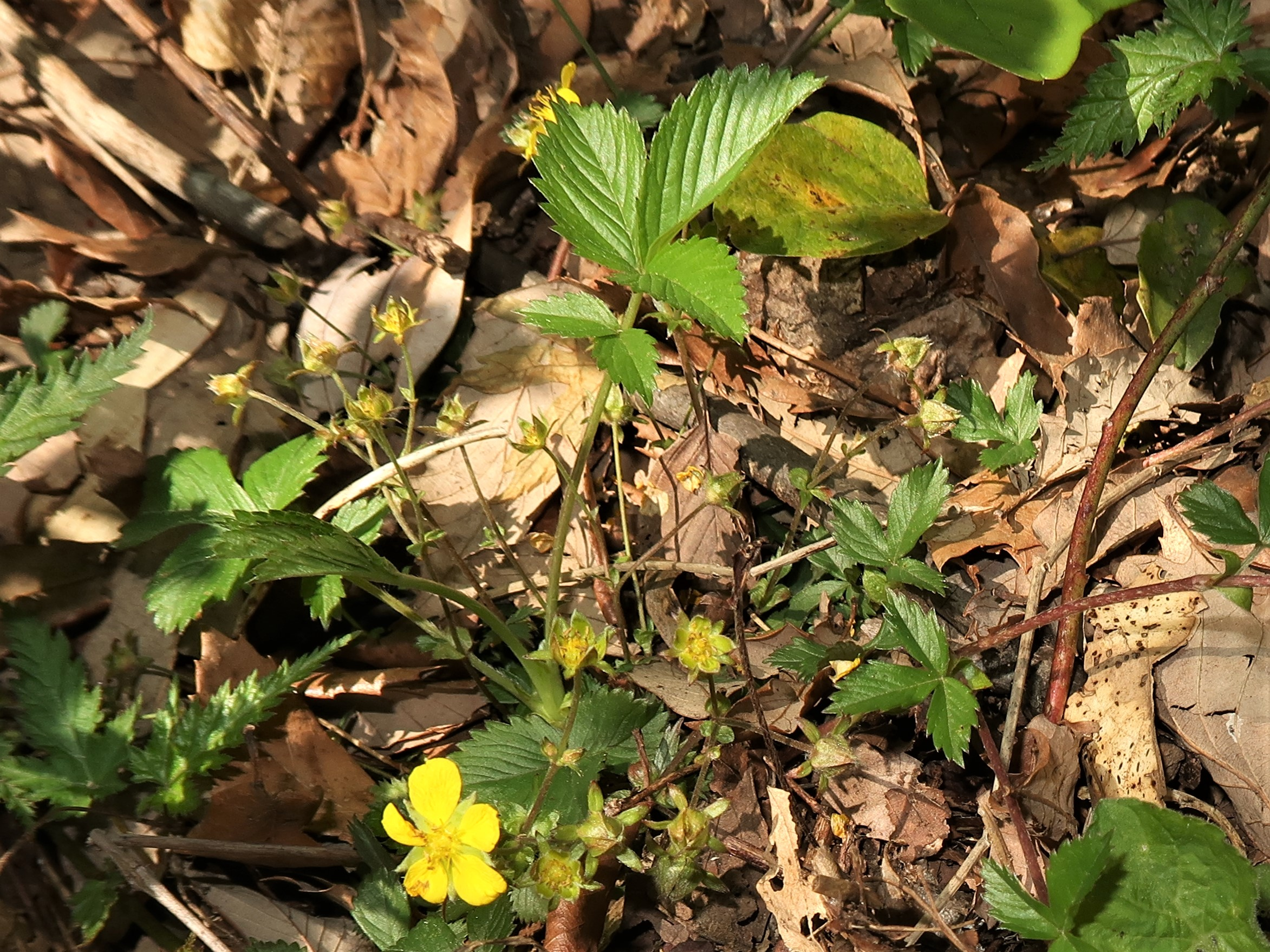
Potentilla toyamensis

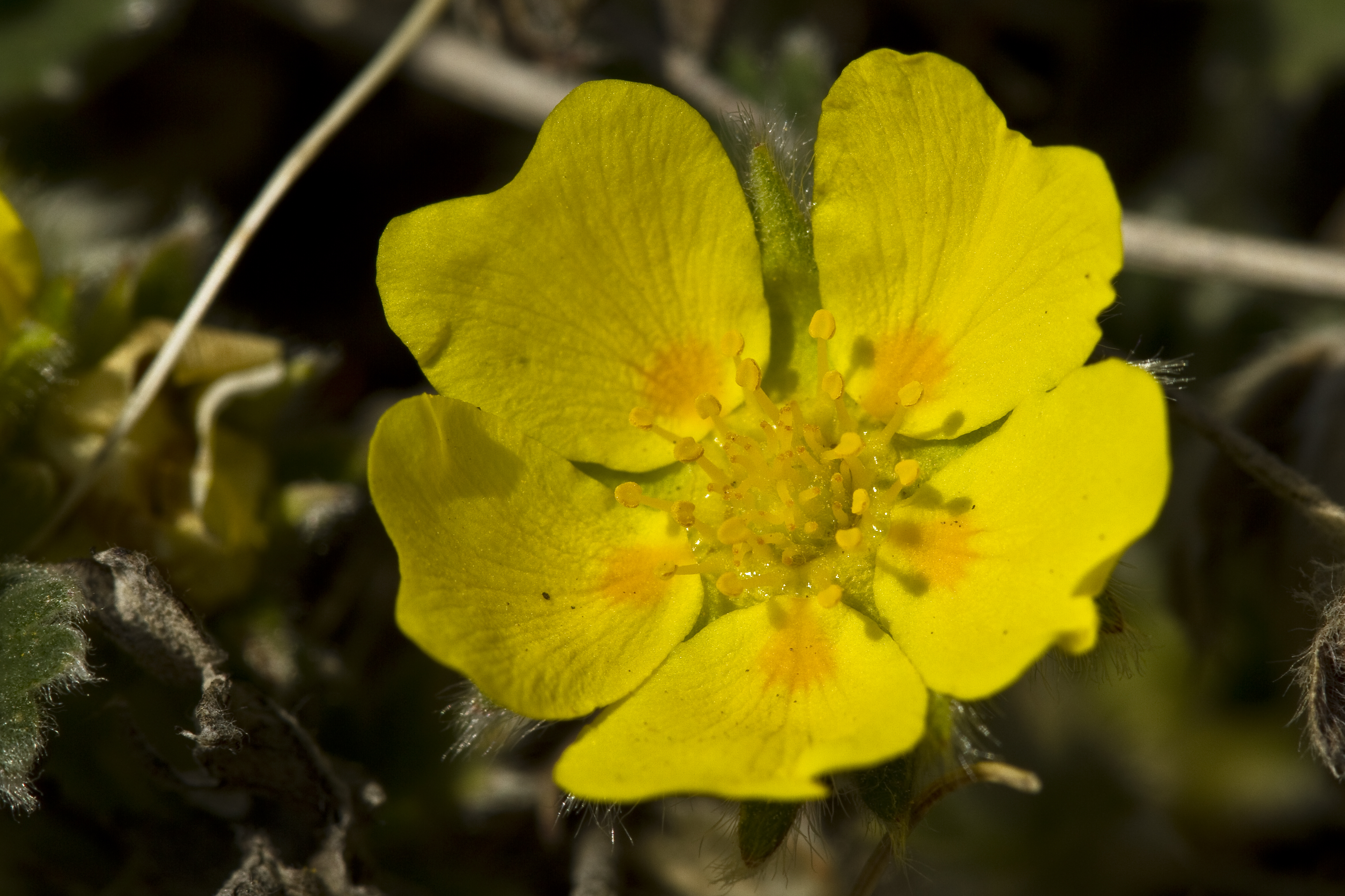
Radiärsymmetrische Blüten von Potentilla uniflora

Die Gattung Potentilla wurde durch Carl von Linné aufgestellt. Als Lektotypusart wurde 1908 Potentilla reptans L. durch Per Axel Rydberg in North American Flora. New York Botanical Garden, Volume 22, Seite 293 festgelegt. Synonyme für Potentilla L. sind: Trichothalamus Spreng., Duchesnea Sm. (nach Antoine Nicolas Duchesne), Fraga Lapeyr., Fragariastrum Fabr., Pentaphyllum Gaertn. non Hill, Pentaphyllum Hill nom. illeg., Tridophyllum Greene.
Ein wichtiges Werk zur Gattung Potentilla wurde 1908 durch Franz Theodor Wolf: Monographie der Gattung Potentilla in Bibliotheca Botanica, ..., Band 16, 17, Seiten 1–714 veröffentlicht. Der Umfang der Gattung Potentilla wird kontrovers diskutiert.
Potentilla-Arten gedeihen hauptsächlich in den gemäßigten, arktischen und alpinen Gebieten der Nordhalbkugel. Nur wenige Arten kommen auf der Südhalbkugel vor. In China kommen 86 Arten vor, 22 davon nur dort.
Die Gattung der Fingerkräuter (Potentilla) umfasst 300 bis 500 Arten. Hier eine Auswahl:
- Potentilla acaulis L.: Sie kommt in Russland, China und in der Mongolei vor.[3]
- Weißes Fingerkraut (Potentilla alba L.)[2]
- Potentilla adriatica Murb.: Sie kommt in Kroatien, Bosnien und Herzegowina sowie Montenegro vor.[2]
- Potentilla agrimonioides M.Bieb.[2]
- Potentilla aladaghensis Leblebici: Sie kommt in der Türkei vor.[2]
- Potentilla alchimilloides Lapeyr.: Sie kommt in Frankreich, Andorra, Spanien und Marokko vor.[2]
- Potentilla anatolica Peşmen: Sie kommt in der Türkei und in Armenien vor.[2]
- Niederliegendes Fingerkraut (Sippengruppe) (Potentilla anglica Laich. agg.)
- Potentilla apennina Ten.: Sie kommt in Italien, Serbien, Bosnien und Herzegowina, Albanien, Bulgarien und Griechenland vor.[2]
- Potentilla approximata Bunge[2]
- Potentilla arcadiensis Iatroú: Sie kommt in Griechenland vor.[2]
- Potentilla arctica Rouy: Sie kommt im europäischen Russland vor.[2]
- Potentilla arenosa (Turcz.) Juz.: Sie kommt in 2 Unterarten in Eurasien und in Nordamerika vor.[2][4]
- Potentilla argaea Boiss. & Balansa[2]
- Silber-Fingerkraut (Potentilla argentea L.)[2]
- Potentilla argyrophylla Wall. ex Lehm.: Wird von manchen Autoren auch als Varietät Potentilla atrosanguinea var. argyrophylla (Wall. ex Lehm.) Grierson & D.G.Long zu Potentilla atrosanguinea gestellt.[5]
- Potentilla armeniaca Th.Wolf: Sie kommt in der Türkei vor.[2]
- Potentilla assalemica Soják[2]
- Potentilla astracanica Jacq.: Sie kommt in der Ukraine, in Rumänien, Bulgarien, auf der Balkanhalbinsel, in der Türkei, im Kaukasusraum und im europäischen Russland vor.[2]
- Potentilla asturica Rothm.: Sie kommt in Portugal und in Spanien vor.[2]
- Blutrotes Fingerkraut (Potentilla atrosanguinea Lodd., G.Lodd. & W.Lodd.): Sie kommt in Afghanistan, Pakistan, Indien, Nepal und Tibet vor.[5]
- Potentilla aucheriana Th.Wolf[2]
- Gold-Fingerkraut (Potentilla aurea L.)[2]
- Potentilla balansae Peşmen: Sie kommt in der Türkei vor.[2]
- Potentilla balkharica Soják: Sie kommt im Kaukasusraum vor.[2]
- Potentilla betonicifolia Poir.: Sie kommt in China, Russland und in der Mongolei vor.[3]
- Potentilla bifurca L.: Sie kommt in Mittel- und in Osteuropa, in Russland, in Südwestasien, in China, Korea und in der Mongolei vor.[3]
- Potentilla bornmuelleri Borbás: Sie kommt in Bulgarien und Rumänien vor.[2]
- Potentilla borneensis (Stapf) Kalkman
- Potentilla brachypetala Lehm: Sie kommt in Armenien, Georgien und im Kaukasusraum vor.[2]
- Zwerg-Fingerkraut (Potentilla brauneana Hoppe ex Nestl.)[2]
- Potentilla buccoana Clementi: Sie kommt in der Türkei vor.[2]
- Potentilla bungei Boiss.[2]
- Potentilla calabra Ten.: Sie kommt in Italien, Sizilien, Kroatien und in der europäischen und asiatischen Türkei vor.[2]
- Potentilla callieri (Th.Wolf) Juz.
- Potentilla camillae Kolak.: Sie kommt in Georgien vor.[2]
- Potentilla cappadocica Boiss.: Sie kommt in der Türkei vor.[2]
- Potentilla carduchorum Soják: Sie kommt in der Türkei vor.[2]
- Krainer Fingerkraut (Potentilla carniolica A. Kern.): Sie kommt in Slowenien und Kroatien vor.[2]
- Kalkfelsen-Fingerkraut (Potentilla caulescens L.): Die vier Unterarten[2] kommt in den Alpen und in den Gebirgen Südeuropas und in Nordafrika vor.
- Potentilla chamissonis Hultén:[2] Sie kommt in der Arktis vor.
- Potentilla chrysantha Trevir.:[2] Sie kommt in Ost- und Südosteuropa und in den gemäßigten Zonen Asiens vor.[5]
- Potentilla cinerea Vill.: Sie kommt in Spanien, Frankreich, in der Schweiz und in Italien vor.[2]
- Clusius-Fingerkraut (Potentilla clusiana Jacq.)[2]
- Hügel-Fingerkraut (Potentilla collina Wib. agg.)
- Potentilla conferta Bunge[2]: Sie kommt in der Mongolei, in China und in Russland vor.[3]
- Zottiges Berg-Fingerkraut (Potentilla crantzii (Crantz) Beck ex Fritsch): Es kommt in Eurasien, Nordamerika und in Grönland vor.[4][2]
- Potentilla crassinervia Viv.: Sie kommt in Korsika und in Sardinien vor.[2]
- Dreiblättriges Fingerkraut (Potentilla cryptotaeniae Maxim., Syn.: Potentilla aegopodiifolia H.Lév., Potentilla cryptotaeniae var. obovata Th.Wolf, Potentilla cryptotaeniae var. obtusata Th.Wolf.)[3]
- Potentilla daghestanica Soják: Sie kommt in Aserbaidschan und im Kaukasusgebiet vor.[2]
- Potentilla davisii R.R.Mill & H.Duman: Sie kommt in der Türkei vor.[2]
- Dauphiné-Fingerkraut (Potentilla delphinensis Gren. & Godr.): Sie kommt nur in Frankreich vor.[2]
- Potentilla deorum Boiss. & Heldr.: Sie kommt in Griechenland vor.[2]
- Potentilla detommasii Ten.: Sie kommt in Italien, Sizilien, Serbien, Albanien, Bulgarien, Griechenland und in der europäischen und asiatischen Türkei vor.[2]
- Potentilla discipulorum P.H.Davis: Sie kommt in der Türkei vor.[2]
- Potentilla divaricata DC.[2]
- Potentilla divina Albov: Sie kommt in der Türkei, in Georgien und im Kaukasusraum vor.[2]
- Potentilla doddsii P.H.Davis: Sie kommt in der Türkei vor.[2]
- Potentilla doerfleri Wettst.: Sie kommt in Serbien und in Nordmazedonien vor.[2]
- Potentilla doubjonneana Cambess.[2]
- Blutwurz (Potentilla erecta (L.) Raeusch.)
- Gletscher-Fingerkraut (Potentilla frigida Vill.)
- Schmalkronblättriges Fingerkraut (Potentilla grammopetala Moretti): Dieser Endemit kommt nur in den Zentralalpen vor.
- Großblütiges Fingerkraut (Potentilla grandiflora L., Syn.: Potentilla gallica Siegfr., Potentilla pedemontana Boiss. & Reut., Potentilla subnitens Arv.-Touv., Potentilla verna L., Potentilla grandiflora subsp. pedemontana (Boiss. & Reut.) Nyman): Sie kommt in Spanien, Frankreich, Italien, der Schweiz und Österreich vor.
- Rötliches Fingerkraut (Potentilla heptaphylla L.): Es gibt zwei Unterarten:[2]
  - Rötliches Fingerkraut (Potentilla heptaphylla L. subsp. heptaphylla)[2]
  - Triestiner Fingerkraut (Potentilla heptaphylla subsp. australis (Nyman) Gams, Syn.: Potentilla opaca subsp. australis Nyman, Potentilla australis Krašan non Verl., Potentilla brevistipulata Dum.-Dam., Potentilla fagineicola Lamotte, Potentilla malyana Malý, Potentilla zimmeteri Borbás, Potentilla australis subsp. malyana (Malý) Novák, Potentilla heptaphylla subsp. fagineicola (Lamotte) P.Fourn.)[2]
- Rauhaariges Fingerkraut (Potentilla hirta L.): Es kommt im Südeuropa, in der Ukraine und in Österreich und in der Schweiz vor.[5]
- Polar-Fingerkraut (Potentilla hyparctica Malte)
- Graues Fingerkraut (Potentilla inclinata Vill.)
- Sand-Fingerkraut (Potentilla incana P. Gaertn., B.Mey. & Scherb., Syn.: Potentilla arenaria Borkh., Potentilla arenaria subsp. incana (P.Gaertn. & al.) O.Schwarz, Potentilla cinerea subsp. incana (P. Gaertn. & al.) Asch., Potentilla verna subsp. incana (P.Gaertn. & al.) Schübler & G.Martens)[2]
- Scheinerdbeere, (Potentilla indica (G.Jackson) T.Wolf, Syn.: Duchesnea indica (G.Jackson) Focke)
- Mittleres Fingerkraut (Potentilla intermedia L.)
- Potentilla longifolia Willd. ex Schltdl.: Sie kommt in Asien und im europäischen Russland vor.[5]
- Kleinblütiges Fingerkraut (Potentilla micrantha Ram. ex DC.)
- Potentilla montana Brot.: Sie kommt in Portugal, Spanien, Frankreich und Belgien vor.
- Vielspaltiges Fingerkraut (Potentilla multifida L.)
- Übersehenes Fingerkraut (Potentilla neglecta Baumg.)
- Frühlings-Fingerkraut (Potentilla neumanniana Rchb.)
- Potentilla nevadensis Boiss.: Sie kommt nur in Spanien vor.[2]
- Dolomiten-Fingerkraut (Potentilla nitida L.), kommt nur in den Südalpen und den Apenninen vor.
- Schnee-Fingerkraut (Potentilla nivalis Lapeyr.)
- Schneeweißes Fingerkraut (Potentilla nivea L.): Es ist auf der Nordhalbkugel in Eurasien, Grönland und Nordamerika verbreitet.[5][4]
- Norwegisches Fingerkraut (Potentilla norvegica L.)
- Potentilla patula Waldst. & Kit.
- Potentilla pedata Nestl.
- Pennsylvanisches Fingerkraut (Potentilla pensylvanica L.): Es kommt in Nordamerika vor.[5]
- Sternhaariges Frühlings-Fingerkraut (Potentilla pusilla Host)
- Hohes Fingerkraut (Potentilla recta L.)
- Kriechendes Fingerkraut (Potentilla reptans L.)
- Felsen-Fingerkraut (Potentilla rupestris L.)
- Steinbrech-Fingerkraut (Potentilla saxifraga Ardoino ex De Not.): Dieser Endemit kommt nur in den Seealpen vor.
- Potentilla simplex Michx. (Syn.: Potentilla canadensis var. simplex (Michx.) Torr. & A.Gray, Potentilla simplex var. argyrisma Fernald, Potentilla simplex var. calvescens Fernald): Sie ist von westlichen bis zentralen Nordamerika im kanadischen Neufundland, Nova Scotia, New Brunswick, Prince Edward Island, Ontario sowie Québec und in den US-Bundesstaaten Alabama, Arkansas, Connecticut, Delaware, District of Columbia, Georgia, Illinois, Indiana, Iowa, Kansas, Kentucky, Louisiana, Maine, Maryland, Massachusetts, Michigan, Minnesota, Mississippi, Missouri, Nebraska, New Hampshire, New Jersey, New York, North Carolina, Ohio, Oklahoma, Pennsylvania, Rhode Island, South Carolina, Tennessee, Texas, Vermont, Virginia, West Virginia sowie Wisconsin weitverbreitet.[4]
- Erdbeer-Fingerkraut (Potentilla sterilis (L.) Garcke, Syn.: Potentilla emarginata Desf. nom. illeg., Potentilla fragaria Poir. nom. illeg., Potentilla fragariastrum Pers. nom. illeg., Potentilla fragariifolia C.C.Gmel., Potentilla fragarioides Vill. nom. illeg., Potentilla gunneri Hartm., Potentilla prostrata Moench non Rottb., Potentilla sicca Samp. nom. illeg., Potentilla villosa Dulac non Pall. ex Pursh): Es ist in Europa verbreitet.[2] In Neufundland ist es ein Neophyt.[4]
- Potentilla stipularis L.: Sie kommt in Eurasien, Nordamerika und in Grönland vor.[4]
- Potentilla subjuga Rydb. (Syn.: Potentilla osterhoutiana Th.Wolf): Sie gedeiht in Höhenlagen von 3400 bis 4000 Metern in der kanadischen Provinz Alberta und in den US-Bundesstaaten Colorado sowie New Mexico.[4]
- Potentilla subviscosa Greene: Die zwei Unterarten kommen in den westlichen USA vor.[4]
- Potentilla sundaica (Blume) Kuntze
- Niedriges Fingerkraut (Potentilla supina L.): Es gibt etwa sieben Unterarten.[4]
- Thüringisches Fingerkraut (Potentilla thuringiaca Bernh.)[4]
- Potentilla thyrsiflora Huels. ex Zimmeter
- Potentilla townsendii Rydb.: Sie gedeiht in Höhenlagen von 2300 bis, meist 2700 bis 3700 Metern in den US-Bundesstaaten Arizona sowie New Mexico und im mexikanischen Bundesstaat Chihuahua.[4]
- Potentilla vahliana Lehm.: Sie gedeiht in Höhenlagen von 0 bis 700 Metern in Grönland, Nunavut sowie Québec.[4]
- Seealpen-Fingerkraut (Potentilla valderia L.): Dieser Endemit kommt nur in den Seealpen vor.
- Potentilla versicolor Rydb.: Sie gedeiht in Höhenlagen von 2100 bis 3200 in den westlichen US-Bundesstaaten Oregon sowie Nevada.[4]
- Potentilla villosa Pall. ex Pursh: Sie kommt in Alaska, British Columbia, Washington, Oregon und im fernöstlichen Russland vor.[4]
- Potentilla vulcanicola Juz.: Sie kommt im fernöstlichen Russland, in Alaska und im nördlichen Kanada vor.[4]
- Potentilla wheeleri S.Watson: Sie gedeiht in Höhenlagen von 1800 bis 3500 Metern nur im südlichen Kalifornien.[4]
- Wismarer Hügelfingerkraut (Potentilla wismariensis T.Gregor & Henker): Dieser Endemit ist nur aus der Umgebung der Wismarbucht in Mecklenburg-Vorpommern bekannt.

Seit 2010 werden die etwa 64 Arten der Potentilla sect. Leptostylae in die reaktivierte Gattung Argentina Hill (Syn.: Tylosperma Botsch.) gestellt, beispielsweise:
- Die Unterarten von Potentilla anserina L. → Gänsefingerkraut (Argentina anserina (L.) Rydb. und Argentina egedei (Wormsk. ex Hornem.) Rydb.)

Reaktiviert wurde auch die Gattung Sibbaldia L. (Syn.: Dryadanthe Endl.), dazu gehört beispielsweise:
- Potentilla sibbaldii Haller f. → Gelbling (Sibbaldia procumbens L.)

Ausgegliedert sind auch die Arten der Gattung Comarum L. (Syn.: Commarum Schrank orth. var., Farinopsis Chrtek & Soják), beispielsweise:
- Sumpf-Blutauge (Potentilla palustris (L.) Scop.) → Comarum palustre L.

Die verholzenden Arten wurde in eine reaktivierte Gattung Strauchfingerkraut Dasiphora Raf. (Syn.: Pentaphylloides Duhamel) gestellt:
- Potentilla arbuscula D.Don → Dasiphora arbuscula (D.Don) Soják (Syn.: Potentilla arbuscula var. albicans (Rehder & E.H.Wilson) Hand.-Mazz., Potentilla fruticosa var. albicans Rehder & E.H.Wilson)
- Potentilla dryadanthoides (Juz.) Vorosch. ex M.Shah → Dasiphora dryadanthoides Juz.
- Potentilla galantha Soják → Dasiphora galantha (Soják) Soják
- Kahles Fingerkraut - Potentilla glabra Lodd. et al. → Dasiphora davurica (Nestl.)Kom. (Syn.: Dasiphora glabra (Lodd. et al.) Soják, Pentaphylloides davurica (Nestl.) Ikonn., Potentilla davurica Nestl., Potentilla fruticosa var. mandshurica Maxim., Potentilla fruticosa var. veitchii (E.H.Wilson) Bean, Potentilla fruticosa var. vilmoriniana Kom., Potentilla veitchii E.H.Wilson)
- Potentilla glabrata Willd. ex D.F.K.Schltdl. → Dasiphora glabrata (Willd. ex Schltdl.) Soják
- Gewöhnliches Strauchfingerkraut, Fingerstrauch - Potentilla fruticosa L. → Dasiphora fruticosa (L.) Rydb. (Syn.: Potentilla fruticosa var. farreri Besant)
- Potentilla mandshurica (Maxim.) Ingw. → Dasiphora mandshurica (Maxim.) Juz.
- Potentilla parvifolia Fisch. ex Lehm. → Dasiphora parvifolia (Fisch. ex Lehm.) Juz. (Syn.: Pentaphylloides parvifolia (Fisch. ex Lehm.) Soják)
- Potentilla phyllocalyx (Juz.) Schiman-Czeika → Dasiphora phyllocalyx Juz.
- Potentilla spectabilis Businský & Soják → Dasiphora spectabilis (Businský & Soják) Businský & Soják

## Nutzung
Einige Fingerkraut-Arten und -Sorten sind Zierpflanzen für Gärten und Parks.
Fingerkraut-Arten wurden früher zur Bekämpfung der Ruhr angewandt, daher der alte Name „Ruhrkraut“. Der antike Medizinschriftsteller Celsus schrieb, dass das Fingerkraut eine wärmende Wirkung habe (De medicina. 2,33,5).

## Namensgebung
Der Trivialname Fingerkraut leitet sich aus der Tatsache ab, dass bei vielen (auch Fünffingerkraut genannten) Arten die Laubblätter (fünfzählig) gefingert sind. Das schlägt sich auch in anderen Sprachen nieder. Das französische cinque feuilles, das englische cinquefoil und das lateinische quinquefolium sowie das griechische pentaphyllon bedeuten „fünf Blätter“ oder „Fünfblatt“.

## Weiterführende Literatur
- A. R. Bean: Notes on Potentilla (Rosaceae) and related genera in Australia. In: Muelleria, Volume 33, 2015, S. 75–83.
- Mats Töpel, Magnus Lundberg, Torsten Eriksson, Bente Eriksen: Molecular data and ploidal levels indicate several putative allopolyploidization events in the genus Potentilla (Rosaceae). In: PLOS - Currents Tree of Life, 2011. doi:10.1371/currents.RRN1237
- Juraj Paule: Evolutionary patterns and processes in the genus Potentilla L. (Rosaceae). Dissertation for the degree of Doctor of Natural Sciences at Combined Faculties for Natural Sciences and for Mathematics of the Ruperto‐Carola University of Heidelberg, Germany, 2010. online.
- Jiří Soják: Notes on Potentilla XXI. A new division of the tribe Potentilleae (Rosaceae) and notes on generic delimitations. In: Botanische Jahrbücher für Systematik, Pflanzengeschichte und Pflanzengeographie. Leipzig, Band 127, 2008, 3, S. 349–358.
- Bente Eriksen: Morphometric analysis of Alaskan members of the genus Potentilla sect. Niveae (Rosaceae). In: Nordic Journal of Botany, Volume 17, Issue 6, 2008, S. 621–630. doi:10.1111/j.1756-1051.1997.tb00358.x

- Karte mit allen verlinkten Seiten:
- OSM |
- WikiMap